# Park Narodowy Sierra de las Quijadas
Park Narodowy Sierra de las Quijadas (hiszp. Parque nacional Sierra de las Quijadas) – park narodowy w Argentynie położony w departamencie Belgrano w północno-zachodniej części prowincji San Luis. Został utworzony 10 grudnia 1991 roku i zajmuje obszar 737,85 km². Od 2005 roku znajduje się na wstępnej liście światowego dziedzictwa UNESCO. W 1999 roku został wpisany na listę konwencji ramsarskiej.

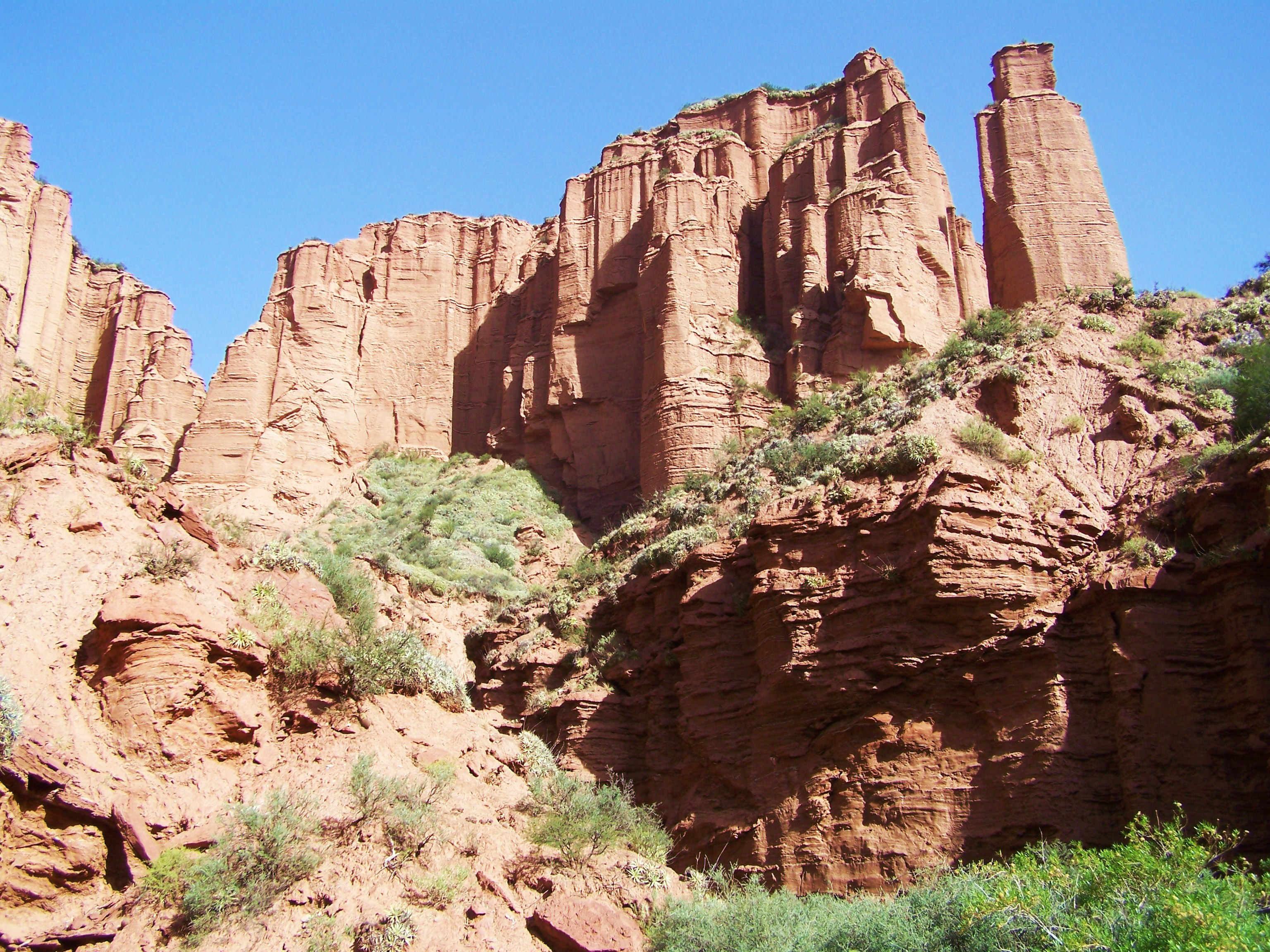

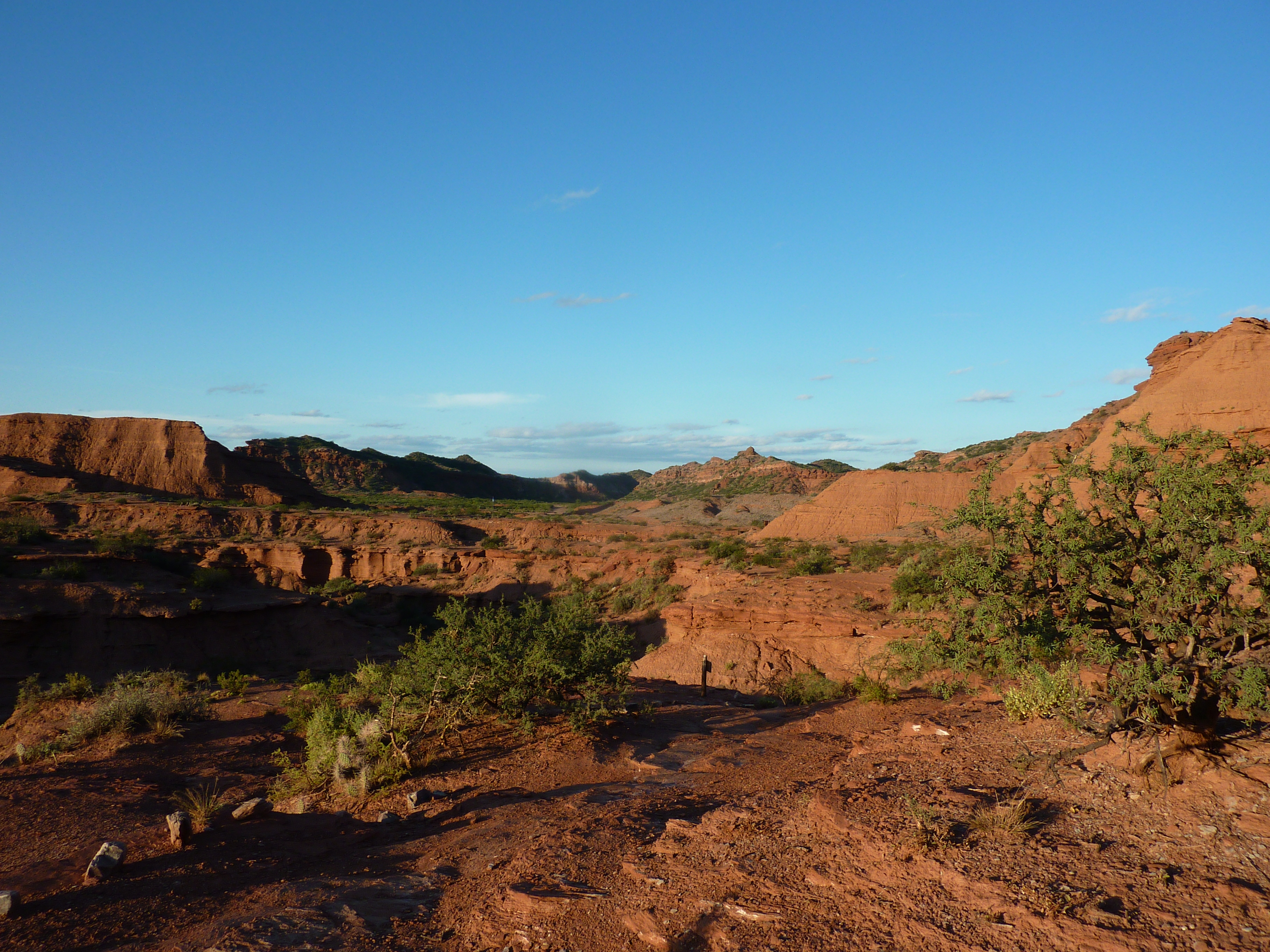
Potrero de la Aguada

## Opis
Park położony jest na pograniczu dwóch ekoregionów: Monte de Sierras y Bolsones i półpustynnego Chaco Seco (części Chaco Boreal). Jest tu kilka niewysokich pasm górskich (do wysokości 1200 m n.p.m.), m.in. pasmo Sierra de las Quijadas. W jego północnej części znajduje się Potrero de la Aguada – naturalny amfiteatr całkowicie otoczony stromymi ścianami z piaskowca. Na zachód od Sierra de las Quijadas płynie rzeka Desaguadero, która utworzyła rozległą równinę zalewową.
Na terenie parku znajdują się stanowiska paleontologiczne. Odkryto tu szczątki m.in. dwóch gatunków pterozaurów (w tym z rodzaju Pterodaustro), a także ryb z rodzin Semionotidae oraz Pleurofolidae.
Średnie temperatury w parku wynoszą +12 °C zimą i +23 °C latem.

## Flora
W Monte de Sierras y Bolsones dominuje uboczka, a także rośliny z rodziny kaktusowatych. W Chaco Seco rośnie m.in.: aspidosperma biała, a także endemit Ramorinoa girolae.

## Fauna
Ze ssaków żyje tu m.in.: gwanako andyjskie, pekariowiec obrożny, mara solniskowa, mara patagońska, puma płowa, jaguarundi amerykański, wiskaczoszczur czerwonawy, ocelot pampasowy, a także gatunek endemiczny zagrożony wyginięciem – puklerzniczek karłowaty.
Ptaki tu gniazdujące to m.in.: urubitinga czubata, sokół wędrowny, kondor królewski, nandu plamiste, kardynałka (Gubernatrix cristata), łabędź czarnoszyi, tarczownik (Busarellus nigricollis), aeronauta andyjski (Aeronautes andecolus).
W godle parku występuje żyjący tu żółw Chelonoidis chilensis.